# Māris Bičevskis
Māris Bičevskis (* 3. August 1991 in Riga, Lettische SSR) ist ein lettischer Eishockeyspieler, der seit 2018 beim Mountfield HK aus Hradec Králové in der tschechischen Extraliga unter Vertrag steht. Seine Schwester Ilze Bičevska ist ebenfalls Eishockeyspielerin.

## Karriere
Māris Bičevskis stammt aus dem Nachwuchsbereich des SK Riga, für dessen U18-Mannschaft er in der Saison 2007/08 in der zweiten lettischen Spielklasse aktiv war. In der folgenden Saison war er für die U20-Junioren des Vereins aktiv, die als SK LSPA/Riga am Spielbetrieb der lettischen Eishockeyliga teilnahm. Parallel kam er auch in der U20-Juniorenliga Lettlands zum Einsatz. 2009 wurde ein Großteil des U20-Teams in das KHL-Franchise von Dinamo Riga integriert und spielte in der Saison 2009/10 als Dinamo-Juniors Riga in der belarussischen Extraliga. 2010 wurden die Dinamo-Juniors in den HK Riga überführt, der ab der Saison 2010/11 an den Molodjoschnaja Chokkeinaja Liga (MHL) teilnahm.
Im Dezember 2011 wurde Bičevskis erstmals in den KHL-Kader von Dinamo Riga berufen und debütierte beim Spengler Cup 2011 für die Profimannschaft. Sein KHL-Debüt gab er im Januar 2012 und absolvierte bis Saisonende insgesamt 20 KHL-Partien. In der Saison 2012/13 gehörte er zum Stammkader von Dinamo Riga und erzielte in insgesamt 58 Saisonspielen 6 Scorerpunkte. Dabei gewann er mit Dinamo den Nadeschda-Pokal, die Trophäe des KHL-Pokalwettbewerbs der Nicht-Playoff-Teilnehmer.
Nach 291 KHL-Partien für Dinamo verließ er den Klub im Sommer 2018 und wurde vom Mountfield HK Hradec Králové aus der tschechischen Extraliga verpflichtet.

### International
Bičevskis spielte bereits im Juniorenbereich für Lettland. Bei den U18-Weltmeisterschaften 2008 und 2009 sowie der U20-Weltmeisterschaften 2011 stand er jeweils in der Division I auf dem Eis, wobei 2009 und 2011 jeweils der Aufstieg in die Top-Division gelang. Für die Herren-Auswahl der Balten absolvierte er bisher 18 Länderspiele. Bei der Weltmeisterschaft 2021 gehörte er zum lettischen Kader.

## Erfolge und Auszeichnungen
- 2009 Aufstieg in die Top-Division bei der U18-Junioren-Weltmeisterschaft, Division I, Gruppe B
- 2011 Aufstieg in die Top-Division bei der U20-Junioren-Weltmeisterschaft, Division I, Gruppe A
- 2013 Gewinn des Nadeschda-Pokals mit Dinamo Riga

## Karrierestatistik

### International
(Legende zur Spielerstatistik: Sp oder GP = absolvierte Spiele; T oder G = erzielte Tore; V oder A = erzielte Assists; Pkt oder Pts = erzielte Scorerpunkte; SM oder PIM = erhaltene Strafminuten; +/− = Plus/Minus-Bilanz; PP = erzielte Überzahltore; SH = erzielte Unterzahltore; GW = erzielte Siegtore; 1 Play-downs/Relegation; Kursiv: Statistik nicht vollständig)